# Estação Huvudsta
A Estação Huvudsta é uma das estações do Metropolitano de Estocolmo, situada no condado sueco de Estocolmo, entre a Estação Västra skogen e a Estação Solna strand. Faz parte da Linha Azul.
Foi inaugurada em 19 de agosto de 1985. Atende a localidade de Huvudsta, situada na comuna de Solna.